# 罗克斯伯里
罗克斯伯里（英語：Roxbury）是位于美国纽约州特拉华县的一个镇，地处特拉华县东部，紧靠格林县与斯科哈里县。2010年美国人口普查时，该镇有2502人。其面积为87.6平方英里。
罗克斯伯里镇是著名博物学家约翰·巴勒斯的家乡。